# 830 هـ
830 هـ هي سنة في التقويم الهجري امتدت مقابلةً في التقويم الميلادي بين سنتي 1426 و1427.

## مواليد
- جلال الدين الدواني

## وفيات
- محمد مخدوم النيشابوري